# Чодраял (Иштымбальское сельское поселение)
Чодраял (мар. Чодыраял) — деревня в Куженерском районе Республики Марий Эл России. Входит в состав Иштымбальского сельского поселения.

## География
Деревня находится на востоке центральной части республики, в зоне хвойно-широколиственных лесов, в пределах центральной части Вятского Увала, к югу от автодороги 88К-016, на расстоянии примерно 4 километров (по прямой) к юго-западу от Куженера, административного центра района. Абсолютная высота — 200 метров над уровнем моря.

### Климат
Климат характеризуется как умеренно континентальный, с умеренно холодной снежной зимой и относительно тёплым летом. Среднегодовая температура воздуха — 2,1 °С. Средняя температура воздуха самого тёплого месяца (июля) — 18,3 °C; самого холодного (января) — −13,9 °C. Вегетационный период длится 125 дней. Продолжительность периода с устойчивыми морозами — в среднем 127 дней. Среднегодовое количество атмосферных осадков составляет 476 мм, из которых около 70 % выпадает в период с апреля по октябрь. Снежный покров держится в течение 160 дней.

### Часовой пояс
Деревня Чодраял, как и вся Марий Эл, находится в часовой зоне МСК (московское время). Смещение применяемого времени относительно UTC составляет +3:00.

## Население
| 2010 |
| ---- |
| 70   |

### Национальный состав
Согласно результатам переписи 2002 года, в национальной структуре населения марийцы составляли 100 % из 70 чел.

## Известные уроженцы
- Иванов, Иван Григорьевич (1935—2012) — советский и российский филолог, профессор Марийского государственного университета, декан историко-филологического факультета Марийского государственного университета. Действительный член Академии гуманитарных наук.
- Иванов Семён Николаевич (1918—1995) — советский оператор-постановщик. Оператор киностудии «Ленфильм» (1957—1983). Считается первым марийским кинооператором. Участник советско-финляндской и Великой Отечественной войн.
- Михеев Василий Яковлевич (1928—2013) — марийский советский и российский юрист, судья. Председатель, народный судья Новоторъяльского районного народного суда Марийской АССР / Марий Эл (1964―1994). Заслуженный юрист РСФСР (1980).